# Torre Sant'Antonio

La Torre di Sant'Antonio è una torre d'avvistamento risalente al XIII secolo vicino a Santa Caterina dello Ionio, in Calabria. Viene detta anche torre "cavallara" perché era presidiata da due guardie (ognuno detto Cavallaro, da cui il cognome diffuso) che, a cavallo, perlustravano a turno il litorale. Serviva per l'avvistamento delle flottiglie di pirati (balcanici, greci, anatolici) provenienti dal mare. I segnali di pericolo erano diffusi con fumo e fiamme (di notte) accese sulla sommità. Se la datazione è precisa, la Torre è la prima (o una delle prime) sulla costa ionica meridionale, e precede le torri angioine e durazzesche similari, della fine del secolo XIV. 

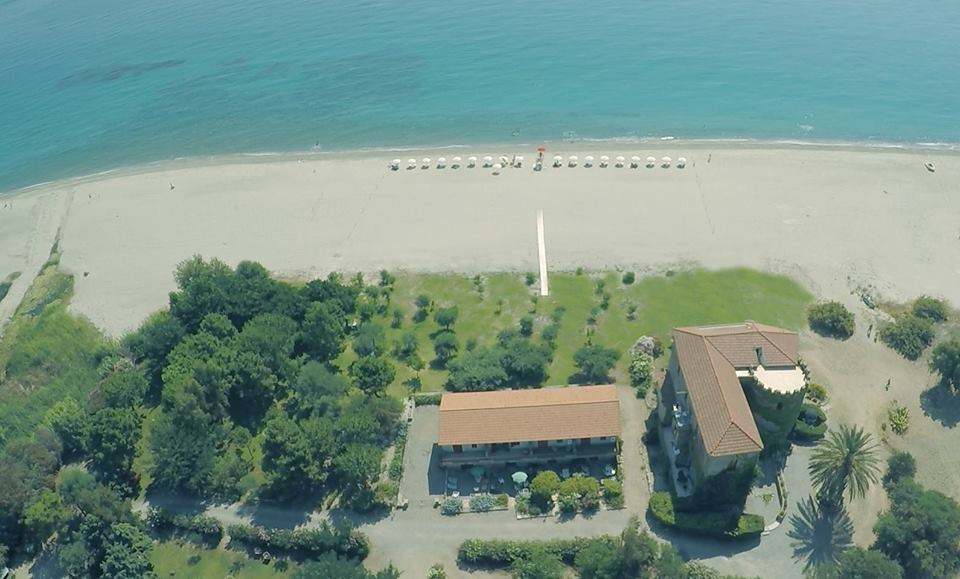
Vista aerea di Torre S.Antonio

## Descrizione

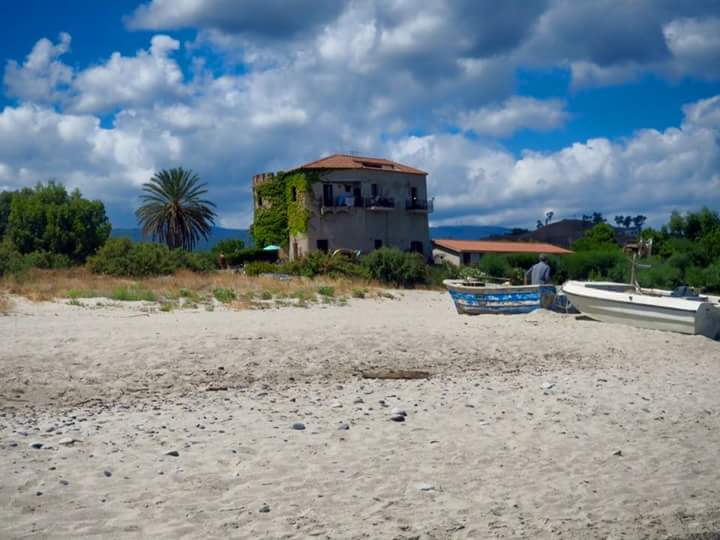
vista dal mare

La torre è cilindrica con un diametro di sette metri, ha subito, nel tempo delle modificazioni e per come dice Vittorio Faglia “… delle ingenue manipolazioni…”, ma sono state rispettate ugualmente le sue caratteristiche costruttive, tra cui i merletti, le aperture, la scala esterna ed il colore dell'intonaco. La torre è sottoposta la vincolo monumentale e paesistico, con un'ampia zona di rispetto non edificabile. La torre è di proprietà privata, ed oggi è utilizzata come resort in un'area fortemente turistica.
È collocata vicina al mare, a ridosso della torre a pianta circolare è presente la rimessa per i cavalli, che venivano utilizzati dalle guardie per avvisare il villaggio situato sulla collina dell'arrivo dei pirati. Al complesso originari sono stati aggiunti altri due fabbricati. La torre è in collegamento visivo con due torri andate distrutte, torre Manno a nord e, a sud, con torre di Castillace la cui presenza è riportata solo sulla carta IGM.

## Storia
Il Faglia elenca i torrieri che l'hanno vigilata, partendo dall'anno 1576 con il torriero Tropiano Francesco, nel 1599 il torriero Contestabile Francesco, nel 1613 compare nella carta di Mario Cartaro, nel 170 la custodisce il torriero Sebastiano Burgese, dopo il terremoto del 1638 compare nell'elenco del Blanch, che la ispezione e riporta che: “… abbattuta dai turchi prima del terremoto, necessitano 300 ducati…”, nel 1777 è custodita dagli invalidi (persone che non hanno la qualifica di torrieri) ed ha bisogno di accomodi, nel 1778 è visitata dall'abate Saint De Non che la ricorda per le ‘pulci’, nel 1810 è utilizzata nell'ordinamento doganale. Dal libro La frontiera di pietra di Cataldo Vincenzo, riporta: “… Nel territorio di S. Caterina era posizionata la torre S. Antonio. Nel 1576 la funzione di caporale e di cavallaro era esercitata da Francesco Tropiano (Giuseppe Failla il compagno), nello stesso anno l'assistente veniva surrogato con Filippo Puccio. Nel 1577 gli incarichi furono riconfermati. Capitano nel 1558 era Giovan Francesco Contestabile col soldato Minico Sergi; nel 1598 ritroviamo ancora il caporale Contestabile col soldato Minico Sergi; nel 1616 Sebastiano Borgese e Domenico Ragheli; nel 1707 Giovan Pietro Tuccio e Andrea Mantegna. Sempre nel 1707 avveniva la sostituzione del compagno con Domenico Cerami. Nel ‘Quadro’ la torre appariva diruta, sebbene sorvegliata da due torrieri…”

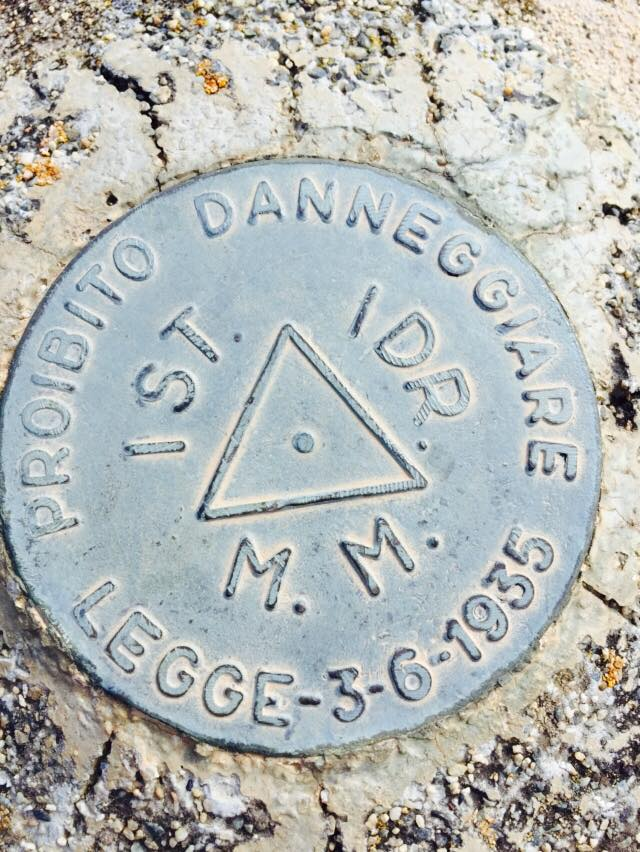
Sigillo di autenticità

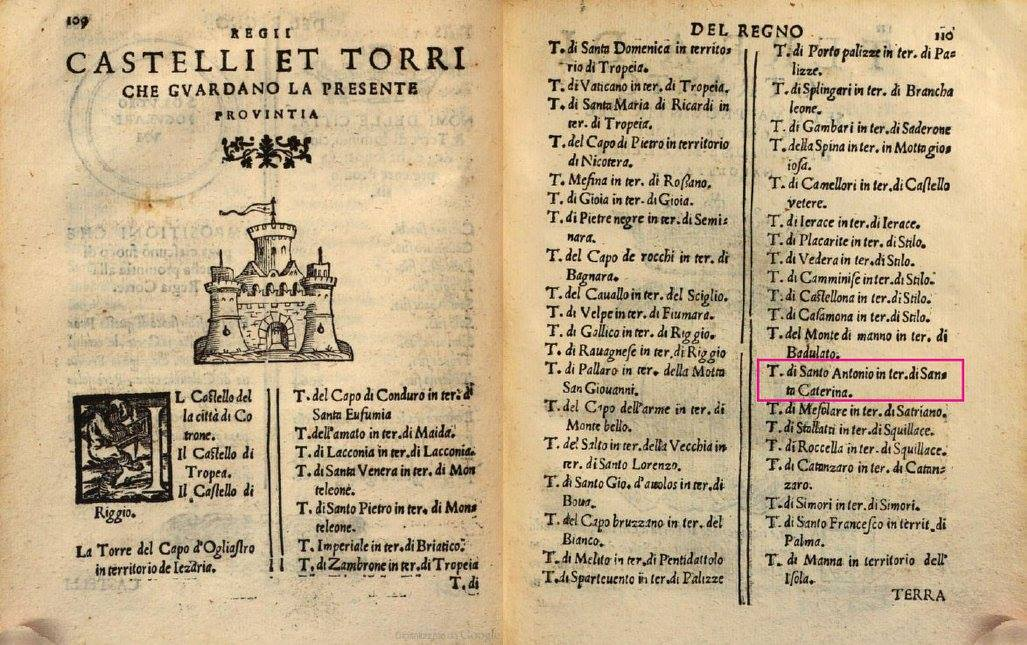
Descrittione del regno di Napoli e delle sue dodici province - Napoli, Cappelli (1586)

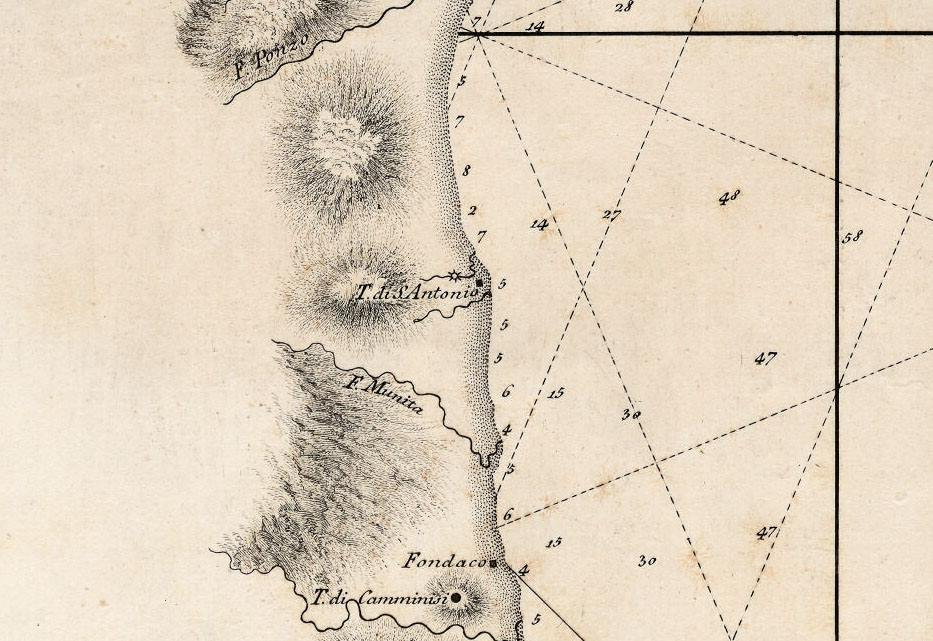
Carta di Guerra Giuseppe (1752ca-1818ca) Rizzi Zannoni Giovanni Antonio (1736-1814) Stamperia Reale, Napoli, 1788

Dal libro Viaggio Pittoresco scritto dall'abate Jean Claude Richard de Saint-Non, un viaggiatore del Grand Tour, che nel 1778 con un seguito di incisori, pittori, architetti, visita il Regno delle due Sicilie compresa la Calabria alla ricerca ed attratto dai fasti della Magna Grecia come Kroton, Sybaris, Locri Epizefiri, Kaulon, in un viaggio per immortalare scorci pittoreschi di cui ci lascerà 35 vedute della Calabria, tutte acquerellate a mano. L'abate De Saint-Non visita la torre San Antonio, quando attraversa il tratto di costa, che va da Scyllatium fino a Locri, nella Calabria Ultra e la descrive con le seguenti parole: “…La contrada che percorremmo era piantata ad oliveti, a ficheti e a gelseti mori da cui si raccoglievano le foglie per i bachi da seta, che essi ricevevano al momento della monta; ne ho visti molti impianti presso i contadini: essi li tengono nei loro granai su graticci di canne, tappezzati di felce, e buttano con la cattiva foglia tutti quelli che non sono vigorosi, o che ritardano sugli altri al cambiamento di pelle. Il vantaggio e la dolcezza del clima non obbligando a raccogliere le foglie con precauzione, e a darle, come in Francia, spesso appassite e umide, rendono i bachi molto più forti e ben più facili da curare...”  Il de Saint-Non continua citando la torre San Antonio: “… Arrivammo col sole calante, dopo una giornata più fatigante che lunga, alla Torre San Antonio, dove non trovammo che una vecchia torre, e una piccola cappella edificata accanto. La torre era talmente occupata dalle pulci che s'erano impossessate prima di noi, che furono le più forti, e ci obbligarono a trincerarci nella cappella, dove fummo felicissimi di trovare asilo. Vi accendemmo del fuoco per far cuocere il pesce che avevamo acquistato da alcuni pescatori che lo prendevano al nostro arrivo, e fatta la nostra cena, non avendo altro letto che i nostri mantelli, ci arrangiammo del nostro meglio sui gradini dell'altare per passarvi la notte. L'indomani, viaggiammo sognando lungo il bordo del mare…”
La Torre di S.Antonio diviene nell'800 sede centrale di un borgo marinaro con attracchi delle navi. 
Il borgo si collocava all'interno di una fortificazione ed era formato dalla Torre di S.Antonio, dalla chiesetta di Porto Salvo e da una serie di case di pescatori alcune delle quali ancora conservate. 
Le immagini di tale fortificazione sono visibili all'interno del Codice Romano-Carratelli
Il borgo viveva principalmente di pesca, agricoltura e commercio dell'acqua come si può vedere dalla documentazione del Catasto onciario di Torre S.Antonio
A fine '800 fu acquistata dalla famiglia Badolato, dalla vendita da parte del nuovo Regno d'Italia delle proprietà del demanio borbonico. Oggi il complesso composto dall'antica Torre cavallara e la rimessa dei cavalli,  più i due fabbricati costruiti nei primi del novecento sono proprietà degli eredi di Francesco, Isabella ed Elio Badolato
Oggi la torre è proprietà di privati.